# Tai捨流
Tai捨流（日语：／ tai sya ryu *）為丸目長惠從新陰流所創立的兵法流派。

## 概要

タイ捨流的家紋 九曜紋

Tai捨流的「日语：」一詞，可以代表許多日文漢字，例如「体・待・対・太」等等。
「タイ」以日文假名來寫的原因為，若以漢字「体」來代表的話，代表「捨棄身體」；以「待」來代表的話，則為代表「捨棄等待」；以「対」來代表的話，則為代表「捨棄對峙」；又或以「太」來代表的話，則為「獨立自在」…等等含義存在。
若只用特定日文漢字的話，則只能含有特定一種意義，所以若採用假名的話，則就可以將所有的含義包含在其中。
「Tai捨」的意義為「將所有的雜念捨去，不需要特定言語來述說的自在劍法」。
Tai捨流非常獨特的架勢著稱，最大的特徴為「右半邊開始，左半邊結束；所有技法都以袈裟斬來作為結束。」流派宗家的家紋為九曜的形狀，有如太刀以圓為範圍、應對各種各樣的地形作為來進行假想戰鬥的身體技巧、以跳耀來擾亂對手的技巧、與剣術結合體術（包含踢擊、刺眼、與關節技）等等實用劍術技法加以傳授。
Tai捨流的始祖丸目長惠（藏人佐）是肥後（熊本縣）南部領地的相良氏之家臣。前往京都時，在将軍足利義輝（新陰流的創始人上泉伊勢守秀綱的弟子）的面前時，擔任秀綱演武時的攻方（打太刀）一職。永禄10年（1567年）時收到秀綱寄來的信，內容為上泉伊勢守信綱署名授與丸目的免許皆傳證明。新陰流在日本九州廣為流傳後，丸目與自身獨特的武藝相結合，開創了「Tai捨流」。
Tai捨流在九州流傳，江戸時代時在肥後人吉藩、肥前一帶廣為盛行。中國地方和東北也有タイシャ流和丸目流等名稱的流派存在。

## 外部連結
- タイ捨流剣術
- 「タイシャ流棒術・白刃」心影無雙太車流（页面存档备份，存于）
- 日本古武道協会 タイ捨流剣法（页面存档备份，存于）
- 肥前兵法タイ捨流剣術（页面存档备份，存于）
- 【兵法タイ捨流剣術　道場八代龍泉館】　　熊本県八代市・兵法タイ捨流道場八代龍泉館の公式サイト。（兵法タイ捨流剣術の技の解説、演武動画、稽古の案内などを掲載。丸目蔵人等の人物紹介や用語解説など、関連情報も充実。）